# 聖卡洛斯 (薩爾塔省)
25°54′S 65°56′W / 25.900°S 65.933°W

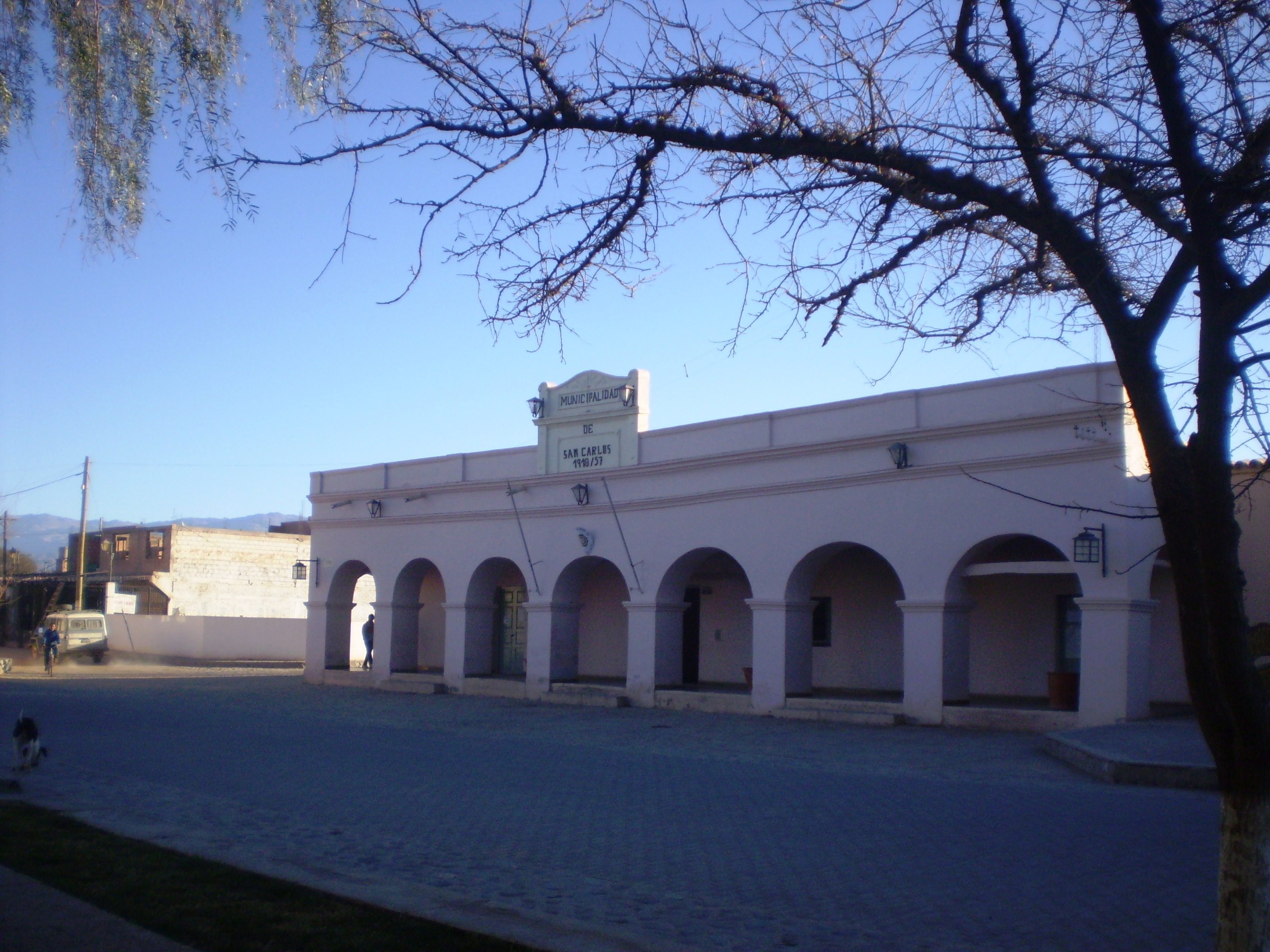
聖卡洛斯

聖卡洛斯（西班牙語：San Carlos），是阿根廷的城鎮，位於該國西北部薩爾塔省，是聖卡洛斯縣的首府，距離卡法亞特24公里，海拔高度1,624米，該地區的地震活動頻繁和低強度，2001年人口1,887。